# Gerhard Schmidt (Mediziner, 1932)
Gerhard Schmidt (* 13. Mai 1932 in Berlin; † 12. Januar 2021 in Eddigehausen) war ein deutscher Pharmakologe und Hochschullehrer.

## Leben
Gerhard Schmidt studierte Medizin an der Julius-Maximilians-Universität Würzburg und der Georg-August-Universität Göttingen. 1956 wurde er als Arzt approbiert und promovierte über die Experimentelle Prüfung der muskelentspannenden Wirkung von curareartigen und narkotisierenden Stoffen, 1964 folgte die Habilitation. Schmidt war von 1969 bis 1997 an der Universität Göttingen Professor für Neuropharmakologie und leitete auch die Abteilung Neuropharmakologie. Im Jahr 2000 wurde er mit der Albrecht-von-Haller-Medaille geehrt. Er beschäftigte sich unter anderem mit der Behandlung von Vergiftungen und den Auswirkungen von Medikamenten auf die Lunge und das Herz. Außerdem widmete er sich auch der Darstellung der Mikrozirkulation und setzte sich dafür ein, Tierversuche auf das Minimum zu reduzieren, das für den wissenschaftlichen Fortschritt erforderlich ist.